# 范鈁
范鈁（1559年—1630年），字宣卿，號印山，浙江鄞縣莫家漕（今寧波市）人，祖籍京西路鄧城（今湖北襄陽），明朝政治人物。同进士出身。

## 生平
治書经。萬曆十九年（1591年）浙江鄉試第六十一名舉人，萬曆二十三年（1595年）乙未科會試第四十三名，廷試二甲第十六名进士，大理寺觀政，十月授刑部山東司主事，上疏规时政阙失，请躬郊社，御讲筵，早定储位，补旷官，罢矿税，所陈俱国家大计，语极剀切，不报。二十七年丁母憂，三十年正月補工部营缮司主事，三十一年升本司员外郎，三十二年升屯田司郎中，三十四年調虞衡司郎中，积累资历，加升二级，三十六年五月出为四川上川南道右参政，三十九年京察以不谨冠带閑住，致仕归，卒年七十二。

## 家族
曾祖范晁。祖范訢，训导。父范瑫，庠生，累贈奉政大夫工部郎中。母陈氏，累贈宜人；生母吴氏，累贈宜人。永感下。堂兄范钦，嘉靖进士，官兵部侍郎。兄范钜字大卿，以恩贡为常熟教谕，课士先器识而后文章，三载卒于官，清橐萧然，士多扶櫬以归。范镐字武卿，嘉靖十六年举人，为甯国令，有政声，丁外艰归，孝养继母，服闋，不就铨。家居友爱，林泉自适，以终其身。
娶陈氏，子大渭、大远。